# 나지브 라자크
무함마드 나지브 빈 압둘 라자크(자위: محمد نجيب بن عبد الرزاق‎, 말레이어 발음: [muhammad nadʒɪb], 문화어: 다뚝 스리 모하마드 나지브 빈 뚠 하지 아브둘 라자끄, 1953년 7월 23일~)는 말레이시아의 정치인이다. 그는 2009년부터 총리직을 수행하다 2018년 5월 총선에 패배해 자리에서 물러난 뒤 자신의 지위를 이용해 국영투자기업 1MDB에서 45억 달러(5조3500억 원)를 빼돌린 혐의로 수사 받았다. 권한남용·신뢰위반·돈세탁 등 관련 혐의만 42건이다.
2018년 7월 3일 나지브은 퇴임한 지 두 달 만에 부패 혐의로 기소됐다. 그는 세 건의 형사상 배임과 한 건의 권력 남용 혐의를 받고 있다. 그는 모든 혐의에 대해 무죄를 주장했으며 보석으로 풀려난 상태다.
2020년 7월 28일 나지브 ‘1MDB 부패 스캔들’과 관련해 징역 12년과 벌금 2억1,000만링깃(약 592억원)을 선고받았다. 나지브 총 42개 혐의 가운데 국영 투자기업 1MDB 관련 7개 혐의만 이날 재판받아 모두 유죄 판결을 받았으며 더 큰 재판들이 남아 있다.
2022년 8월 23일부패 혐의로 재판을 받아 온 나지브 전 말레이시아 총리가 최고 법원에서도 징역 12년을 선고받고 수감됐다. 나지브 말레이시아 헌정사에서 최초로 수감된 전직 총리가 됐다.

## 정치 활동
마하티르의 사임으로 총리가 된 압둘라 아마드 바다위 부총리에 이어, 나지브은 2004년 부총리로 임명되었다. 그는 2009년 4월 3일 압둘라가 사임할 때까지 재직하게 된다.
2018년 총선에서 패배하여 마하티르 빈 모하맛 총리 취임으로 자리에서 물러나자 마자 조세포탈 및 세금 탈세 와 사기 혐의로 고소 당하여 명품가방과 자녀 가재도구 유체동산 등 가압류 가집행 처분을 받게 되어 경찰 수사 중이다.
그 뒤인 2020년 7월 28일에 말레이시아 고등법원에서 유죄를 선고받았다.

## 관련 논란 및 사건사고
나지브은 많은 부채, 부패, 엄격한 헌법(예: 2018년 가짜뉴스 방지법, 2016년 국가안전보장회의법)을 안고 말레이시아를 떠났다.
또한, 나지브과 그의 가족은 사치스러운 생활 방식과 부패 의혹에 대한 비판을 받았습니다. 그의 아내 로자나 마스타프라(Rosmah Mansor)는 명품 브랜드의 호화로운 생활과 관련된 사건으로 논란이 일었습니다. 경찰은 2018년 나지브 부부의 집과 아파트 등을 수색해 2억7천500만달러(3천726억원) 상당의 보석류와 명품 핸드백, 시계 등 사치품을 압수했다.

### 1MDB 부패 스캔들

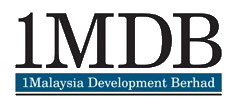
1말레이시아개발유한공사

총리 재임 동안 측근들과 함께 1MDB를 통해 45억 달러(약 5조원)가 넘는 자금을 빼돌려 비자금을 조성한 혐의를 받고 있다. 1MDB는 그가 국내외 자본을 유치해 경제개발 사업을 하겠다며 2009년 설립한 국영투자기업인데, 말레이시아 당국 조사에 따르면 부실 운용에 따른 1MDB의 손실 규모는 500억 링깃(약 13조8000억원)에 이른다. 한편, 나지브 자신의 계좌에 들어온 돈이 사우디아라비아 왕족으로부터 선물로 받은 돈이라고 주장하며 혐의 일체를 극구 부인해왔다. 또한 수사 도중 검찰 총장을 파면하고 야권 정치인을 체포하는 등 반정부 여론을 탄압하고 있다.

#### 판결
2020년 7월 28일나지브 이른바 국부펀드 ‘1MDB(1말레이시아개발유한공사) 비리 사건’과 관련한 7건의 부패 혐의에 대해 모두 유죄를 선고받았다. 나지브 재임 시절 경제개발 명목으로 1MDB라는 국영투자기업을 설립한 뒤 측근과 함께 45억달러(약 5조5,000억원)의 자금을 유용한 혐의를 받고 있다.
자카르타포스트에 따르면 말레이시아 법원은 나지브 재임 기간 저지른 부패 혐의와 관련해 모두 유죄를 선고했다. 쿠알라룸푸르 고등법원은 “이번 재판에 제기된 모든 혐의를 검토했을 때 범죄 혐의가 충분히 소명된다”고 밝혔다.
이번 재판에서 나지브 2014년 전후로 1MDB의 자회사에서 1,000만달러(약 120억원)를 불법적으로 송금받은 것을 비롯해 배임·자금세탁·권력 남용 등 7가지 혐의에 유죄가 인정됐다. 이번 판결이 확정되면 나지브 각 혐의에 대해 막대한 벌금과 함께 15~20년 가량의 형량을 받을 것으로 관측된다.
나지브 그동안 자신을 둘러싼 혐의를 부인해왔다. 변호인은 나잡 말레이시아 재력가 조 로우에게 속은 것이라고 주장했다. 금융업자인 조 로우는 나지브 최측근으로 비자금 조성과 돈세탁 등 실무를 담당한 것으로 알려졌다.
나지브 측은 판결에 불복해 상급법원에 항소하기로 했다. 변호인이 형량 선고를 유예해달라고 재판부에 요청해 이날 형량은 최종 구형되지 않았다.

### 몽골 모델 살인사건
사건은 지난 2006년 11월 6일로 거슬러간다. 몽골 여성모델 알탄투야 샤리이부(당시 28세) 시신이 쿠알라룸푸르 외곽 정글에서 발견되면서다. 알탄투야의 시신은 머리에 총알 두 발을 맞고 폭약에 의해 형체를 알아볼 수 없을 정도로 훼손된 상태로 발견됐다.
경찰은 알탄투야 살해 혐의로 나지브의 경호대장 아질라와 경호원 시룰 아즈하르 우마르를 체포했다.
조사 결과 러시아어·영어·중국어 등에 능통했던 알탄투야는 통역사로 활동했으며, 이로 인해 만난 말레이시아 정치 분석가인 압둘 라자크바긴다와 내연관계였다. 압둘은 나지브의 측근으로 밝혀졌다.
현지에서는 압둘이 알탄투야와 내연관계를 끝내려 했지만 말을 듣지 않자 나지브에게 처리를 부탁했다는 추측이 나왔다. 일각에선 나지브을 살해 지시자로 지목하기도 했다. 알탄투야가 2002년 말레이시아 정부의 잠수함 도입 사업 관련 통역에 참여했는데 그가 나지브의 리베이트 수수 비리를 폭로하려다 살해당한 것이라는 추측이었다.
그러나 정작 살해 혐의로 재판에 넘겨진 아질라와 시룰은 범행 동기를 밝히지 않았다. 이들은 2015년 교수형을 확정받았다.반면 알탄투야와 내연관계로 살해 지시 의혹을 받은 압둘은 2008년 무죄로 풀려났다.
사형선고가 확정 4년 만에 재심을 신청한 아질라는 "나지브 전 부총리가 살인을 지시했다"고 주장하고 있다. 그는 진술서에서 "나지브 당시 부총리가 자신과 압둘을 위협하는 외국인 스파이가 쿠알라룸푸르에 있으니 비밀리에 납치해 죽이고 폭약으로 시신을 처리하라는 비밀 임무를 맡겼다. 살해 대상이 알탄투야였다"고 밝혔다.
아질라는 비밀 임무가 국가안보 관련 작전으로 알고 있었으며 덕분에 폭약도 무기고에서 바로 입수할 수 있었다고 했다.
그는 "알탄투야는 죽기 전 우리를 보낸 사람이 나지브인 것을 알고는 자신이 임신 중이라 말했다"며 "작전 완료 후에는 나지브이 방으로 불러 만족감을 표하고 돈도 줬다"고 밝혔다.
아질라의 폭로가 알려지자 나지브 "교수형을 피하기 위한 조작된 주장"이라고 의혹을 전면 부인했다. 그러면서 "마하티르 빈 모하맛 총리가 이끄는 현 정부와 아질라 사이의 거래가 있었을 것"이라며 새로운 의혹을 제기했다.
이 사건은 말레이시아 최대 정치 스캔들로 꼽힌다. '말레이시아판 정인숙 피살사건'으로 국내에 알려져 있다.

### GST 도입
말레이시아 정부가 증가하는 재정적자와 국가 부채 부담을 완화하기 위해 2015년 4월부터 6%의 상품·서비스세(GST)를 도입하기로 했다고 말레이시아 언론들이 2013년 10월 25일(현지시간) 보도했다.나지브 전날 국회에 내년도 예산안을 제출하면서 "현 판매세와 서비스세를 폐지하고 대신 단일 GST를 도입할 것"이라며 "이를 통해 이중과세 등 조세제도의 문제를 해결할 수 있을 것으로 기대한다"고 말했다.
야권 지도자 안와르 이브라힘 전 부총리는 "GST 도입은 정부의 부패와 무책임한 재정 정책의 부담을 소비자에게 떠넘기는 것"이라며 "GST 도입보다 정부 재정 운영의 투명성과 책임 제고 등 개혁이 먼저"라고 주장했다.

### 인권 및 언론의 자유 제약
나지브의 통치 기간 동안 인권과 언론의 자유에 대한 우려가 제기되었습니다. 언론의 독립성이 제한되고, 인권 단체 및 비판적인 의견이 억압되는 것으로 알려져 있습니다.
2016년 3월 12일호주 공영방송 <ABC>의 린턴 베서 기자와 카메라맨 루이 에로글루는 말레이시아 보르네오섬을 방문한 나지브 총리에 접근해 비자금 의혹에 관한 질문을 던지며 인터뷰를 시도했으나, 경찰 저지선을 넘어가 공무를 방해했다는 이유로 말레이시아 당국에 체포됐다.

#### 국가보안법은
2015년 12월 초 통과된 국가보안법은 나지브 이끄는 국가안보위원회(NSC)에 ‘안보 구역’을 설정해 영장 없이 체포할 수 있는 권한을 주는 내용을 담고 있다.
이에 마하티르 모하마드 전 총리를 비롯해 야당과 인권단체들은 “나지브 독재정치로 나아가고 있다”며 “정치비자금 스캔들로 사퇴압력을 받는 총리가 NSC를 정치적 목적으로 악용할 수 있다”고 비판해 논란이 됐다.

### “쌀보다 퀴노아가 좋다”
2018년 2월 22일나지브 총리는 한 TV 프로그램에 출연, “나는 쌀을 먹지 않는다. 퀴노아를 먹는다”고 말했다. 또 아들이 건강식품으로 퀴노아를 추천한 사실을 소개하며 “당분과 탄수화물이 쌀보다 적고 단백질이 풍부하다”고 설명했다.
이 발언은 트위터, 페이스북 등을 타고 빠르게 확산하고 있다. 퀴노아를 먹으면 ‘아내를 두려워하게 된다’, ‘얼굴이 두꺼워 진다’다는 등의 풍자도 인기를 끌고.
마하티르 빈 모하마드 전 총리도 트위터를 통해 “나는 국산 쌀만 먹는다”고 밝히고 나섰다. 바짝 긴장한 총리실은 SNS 계정을 통해 총리 주치의의 조언에 따라 퀴노아를 섭취하고 있다며 진화에 나섰지만, 논란은 가라앉지 않고 있다. 현지 소식통은 “점점 많은 국민들이 총리에 실망하고 있다”고 전했다.

### 탈세
2020년 7월에 말레이시아 고등법원은 나지브 전 총리가 재임 기간에 내지 않았던 세금 16억9천만링깃(약 4천700억원)을 납부해야 한다고 밝혔다.
2021년 4월 6일나지브 말레이시아 국세청(IRB)으로부터 파산선고를 받았다고 밝혔다. 쿠알라룸푸르 고등법원이 지난해 7월, 2011~2017년 소득세 미납분과 납부지연으로 인한 벌금 총 16억 9000만링깃(약 450억엔)을 부과했으나, 이에 응하지 않았기 때문이라고 한다. 파산선고로 나지브 연방의회 하원의원 자격을 상실했으며, 소속 정당인 여당 통일말레이국민조직(UMNO)의 당내 선거 및 2023년까지 실시될 전망인 차기 총선에도 출마할 수 없게 됐다.

### 보건지침 위반
나지브은 2021년 3월 19일 쿠알라룸푸르의 음식점에 들어가면서 체온을 재지 않고, 정부 보건앱 스캔을 하지 않았다가 해당 동영상이 SNS에 퍼지면서 경찰 수사를 받았다. 그는 3천 링깃(한화 약 82만원)의 벌금을 선고받았다.

## 역대 선거 결과
| 선거명      | 직책명                     | 대수 | 정당               | 득표율 | 득표수   | 결과 | 당락               |
| ----------- | -------------------------- | ---- | ------------------ | ------ | -------- | ---- | ------------------ |
| 1986년 선거 | 하원의원 (페칸 제76선거구) | 7대  | 통일말레이국민조직 | 74.50% | 16,431표 | 1위  | 페칸 하원의원 당선 |
| 1990년 선거 | 하원의원 (페칸 제76선거구) | 8대  | 통일말레이국민조직 | 66.33% | 21,262표 | 1위  | 페칸 하원의원 당선 |
| 1995년 선거 | 하원의원 (페칸 제80선거구) | 9대  | 통일말레이국민조직 | 73.25% | 17,004표 | 1위  | 페칸 하원의원 당선 |
| 1999년 선거 | 하원의원 (페칸 제80선거구) | 10대 | 통일말레이국민조직 | 77.96% | 31,956표 | 1위  | 페칸 하원의원 당선 |
| 2004년 선거 | 하원의원 (페칸 제80선거구) | 11대 | 통일말레이국민조직 | 77.72% | 25,403표 | 1위  | 페칸 하원의원 당선 |
| 2008년 선거 | 하원의원 (페칸 제85선거구) | 12대 | 통일말레이국민조직 | 78.73% | 36,262표 | 1위  | 페칸 하원의원 당선 |
| 2013년 선거 | 하원의원 (페칸 제85선거구) | 13대 | 통일말레이국민조직 | 76.60% | 51,278표 | 1위  | 페칸 하원의원 당선 |
| 2018년 선거 | 하원의원 (페칸 제85선거구) | 14대 | 통일말레이국민조직 | 62.10% | 43,854표 | 1위  | 페칸 하원의원 당선 |

## 같이 보기
- 도둑정치